# Coatascorn
Coatascorn [kwataskɔʁn] (Koadaskorn en breton) est une commune française située dans le département des Côtes-d'Armor, en région Bretagne.

## Géographie
| Prat   |            | Runan   |
|        | Coatascorn |         |
| Bégard |            | Brélidy |

### Hydrographie
Pour un article plus général, voir Réseau hydrographique des Côtes-d'Armor.
La commune est située dans le bassin Loire-Bretagne. Elle est drainée par le Jaudy et le ruisseau de Poulloguer,.
Le Jaudy, d'une longueur de 48 km, prend sa source dans la commune de Tréglamus et se jette  dans la Manche en limite de Plouguiel et de Kerbors, après avoir traversé 13 communes. 

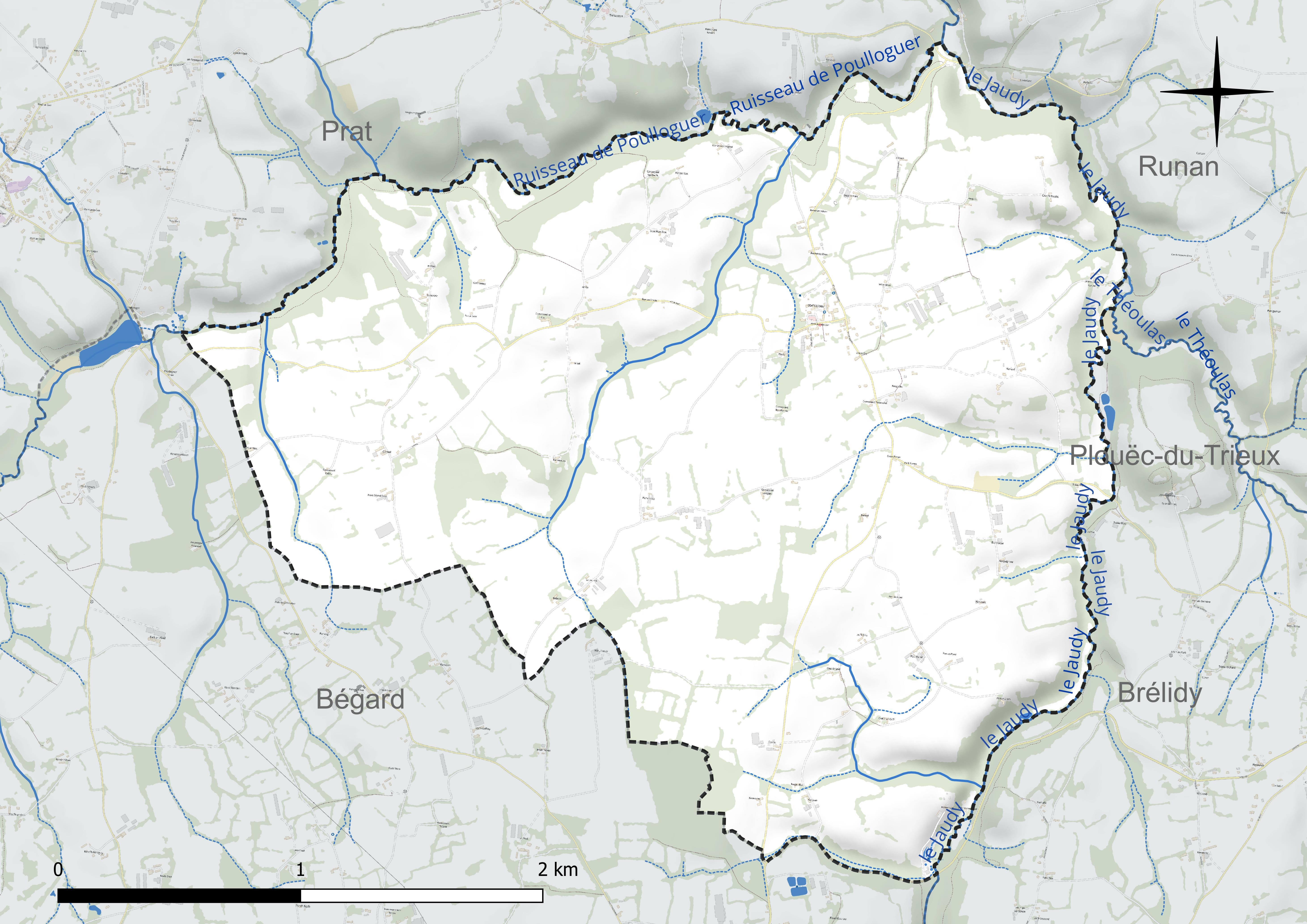
Réseau hydrographique de Coatascorn.

Le Poulloguer, d'une longueur de 11 km, prend sa source dans la commune de Bégard et se jette  dans le Jaudy sur la commune. 

### Climat
Pour des articles plus généraux, voir Climat de la Bretagne et Climat des Côtes-d'Armor.
En 2010, le climat de la commune est de type climat océanique franc, selon une étude du CNRS s'appuyant sur une série de données couvrant la période 1971-2000. En 2020, Météo-France publie une typologie des climats de la France métropolitaine dans laquelle la commune est exposée à un climat océanique et est dans la région climatique Finistère nord, caractérisée par une pluviométrie élevée, des températures douces en hiver (6 °C), fraîches en été et des vents forts. Parallèlement l'observatoire de l'environnement en Bretagne publie en 2020 un zonage climatique de la région Bretagne, s'appuyant sur des données de Météo-France de 2009. La commune est, selon ce zonage, dans la zone « Intérieur », exposée à un climat médian, à dominante océanique.
Pour la période 1971-2000, la température annuelle moyenne est de 11,2 °C, avec une amplitude thermique annuelle de 10,4 °C. Le cumul annuel moyen de précipitations est de 909 mm, avec 14,4 jours de précipitations en janvier et 7,2 jours en juillet. Pour la période 1991-2020, la température moyenne annuelle observée sur la station météorologique la plus proche, située sur la commune de La Roche-Jaudy à 8 km à vol d'oiseau, est de 11,8 °C et le cumul annuel moyen de précipitations est de 887,1 mm,. Pour l'avenir, les paramètres climatiques de la commune estimés pour 2050 selon différents scénarios d'émission de gaz à effet de serre sont consultables sur un site dédié publié par Météo-France en novembre 2022.

## Urbanisme

### Typologie
Au 1er janvier 2024, Coatascorn est catégorisée commune rurale à habitat très dispersé, selon la nouvelle grille communale de densité à 7 niveaux définie par l'Insee en 2022.
Elle est située hors unité urbaine. Par ailleurs la commune fait partie de l'aire d'attraction de Lannion, dont elle est une commune de la couronne,. Cette aire, qui regroupe 40 communes, est catégorisée dans les aires de 50 000 à moins de 200 000 habitants,.

### Occupation des sols
L'occupation des sols de la commune, telle qu'elle ressort de la base de données européenne d’occupation biophysique des sols Corine Land Cover (CLC), est marquée par l'importance des territoires agricoles (83,9 % en 2018), une proportion identique à celle de 1990 (83,9 %). La répartition détaillée en 2018 est la suivante :
zones agricoles hétérogènes (73,3 %), forêts (16,1 %), terres arables (10,6 %). L'évolution de l’occupation des sols de la commune et de ses infrastructures peut être observée sur les différentes représentations cartographiques du territoire : la carte de Cassini (XVIIIe siècle), la carte d'état-major (1820-1866) et les cartes ou photos aériennes de l'IGN pour la période actuelle (1950 à aujourd'hui).

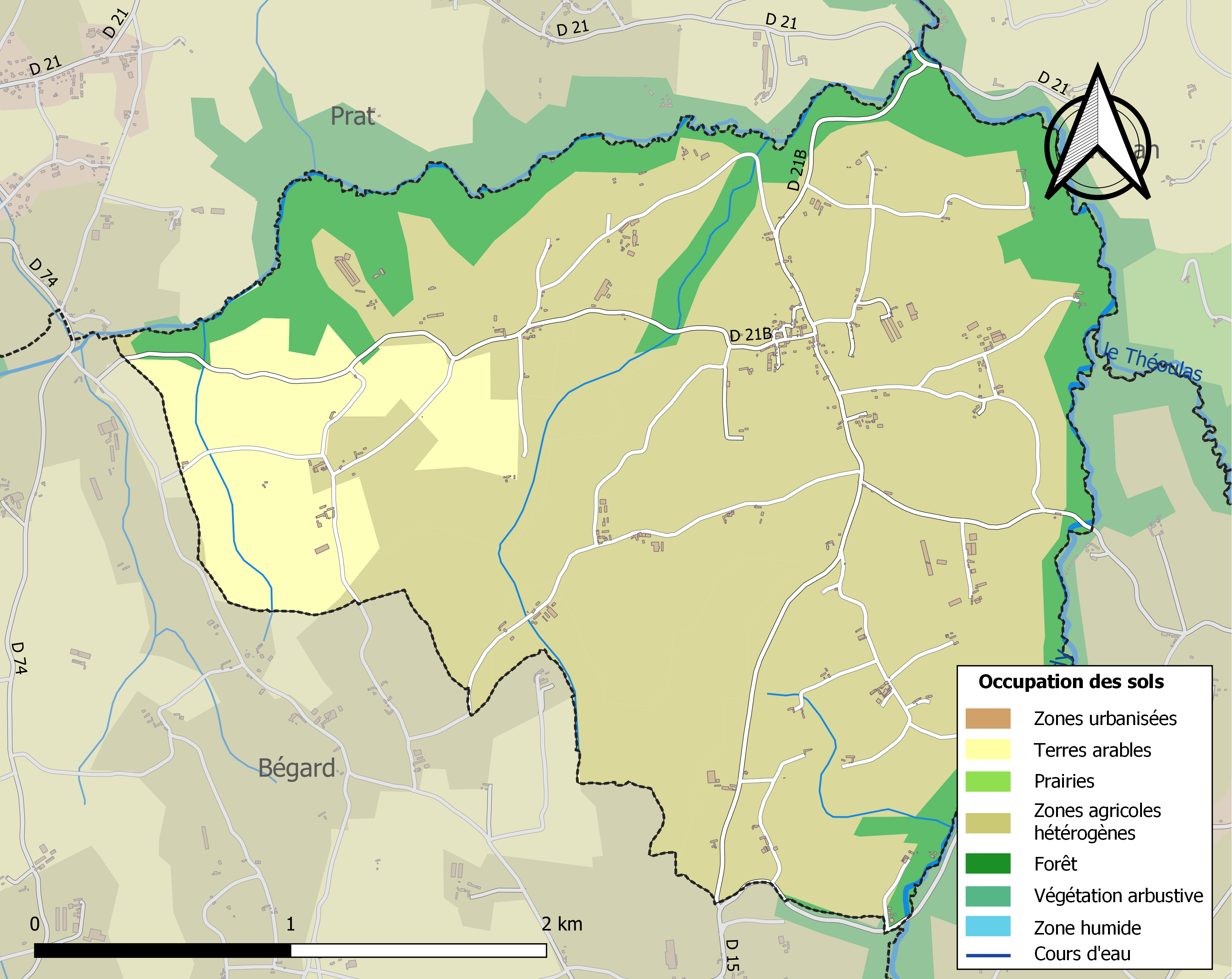
Carte des infrastructures et de l'occupation des sols de la commune en 2018 (CLC).

## Histoire

### LeXXesiècle

#### Les guerres duXXesiècle
Le monument aux morts porte les noms de 38 soldats morts pour la Patrie :
- 34 sont morts durant la Première Guerre mondiale ;
- 4 sont morts durant la Seconde Guerre mondiale.

## Toponymie
Le nom de la localité est attesté sous les formes Coetscorn en 1439, Coetenstourin en 1457.
Le nom de Coatascorn vient du mot breton koad qui veut dire « bois » et de askorn qui veut dire « os » ou « noyau ». Cette explication traditionnelle est contestée et le sens de « Bois-de-l'Os » difficile à interpréter : s'agit-il d'un ossuaire? Peut-être en souvenir d'anciennes sépultures, conforté par l'existence proche d'un village nommé ar Garnel, « le charnier ».

## Politique et administration

### Liste des maires
| Période                                  | Période     | Identité                 | Étiquette | Qualité |
| ---------------------------------------- | ----------- | ------------------------ | --------- | --- |
| Les données manquantes sont à compléter. |             |                          |           | |
|                                          |             | François-Marie Naour     |           | |
| mars 1965                                | mars 1989   | Jean Le Gall (1923-2015) | PCF       | Éleveur, maire honoraire |
| mars 1989                                | 28 mai 2020 | Germain Sol-Dourdin      | PS        | Retraité de la fonction publique territoriale 3e vice-président de la CC du Centre Trégor (1993 → 2001) 1er vice-président de la CC du Centre Trégor (2001 → 2014) |
| 28 mai 2020                              | En cours    | Éric Le Creurer,         |           | Agriculteur |

## Démographie
| 1793 | 1800 | 1806 | 1821 | 1831 | 1836 | 1841 | 1846 | 1851 |
| ---- | ---- | ---- | ---- | ---- | ---- | ---- | ---- | ---- |
| 747  | 552  | 843  | 840  | 887  | 851  | 868  | 862  | 818  |

| 1856 | 1861 | 1866 | 1872 | 1876 | 1881 | 1886 | 1891 | 1896 |
| ---- | ---- | ---- | ---- | ---- | ---- | ---- | ---- | ---- |
| 814  | 797  | 856  | 828  | 798  | 745  | 716  | 595  | 583  |

| 1901 | 1906 | 1911 | 1921 | 1926 | 1931 | 1936 | 1946 | 1954 |
| ---- | ---- | ---- | ---- | ---- | ---- | ---- | ---- | ---- |
| 574  | 636  | 539  | 537  | 502  | 437  | 413  | 394  | 330  |

| 1962 | 1968 | 1975 | 1982 | 1990 | 1999 | 2006 | 2007 | 2012 |
| ---- | ---- | ---- | ---- | ---- | ---- | ---- | ---- | ---- |
| 331  | 281  | 244  | 211  | 209  | 226  | 249  | 252  | 249  |

| 2017 | 2022 | - | - | - | - | - | - | - |
| ---- | ---- | - | - | - | - | - | - | - |
| 262  | 251  | - | - | - | - | - | - | - |

## Culture locale et patrimoine

### Langue bretonne
En breton, la commune se nomme Koadaskorn.
L'adhésion à la charte Ya d'ar brezhoneg a été votée par le Conseil municipal le 7 juillet 2006.

### Lieux et monuments
- Église Saint-Maudez.